# スカニア
座標: 北緯59度10分14秒 東経17度38分26秒 / 北緯59.17056度 東経17.64056度

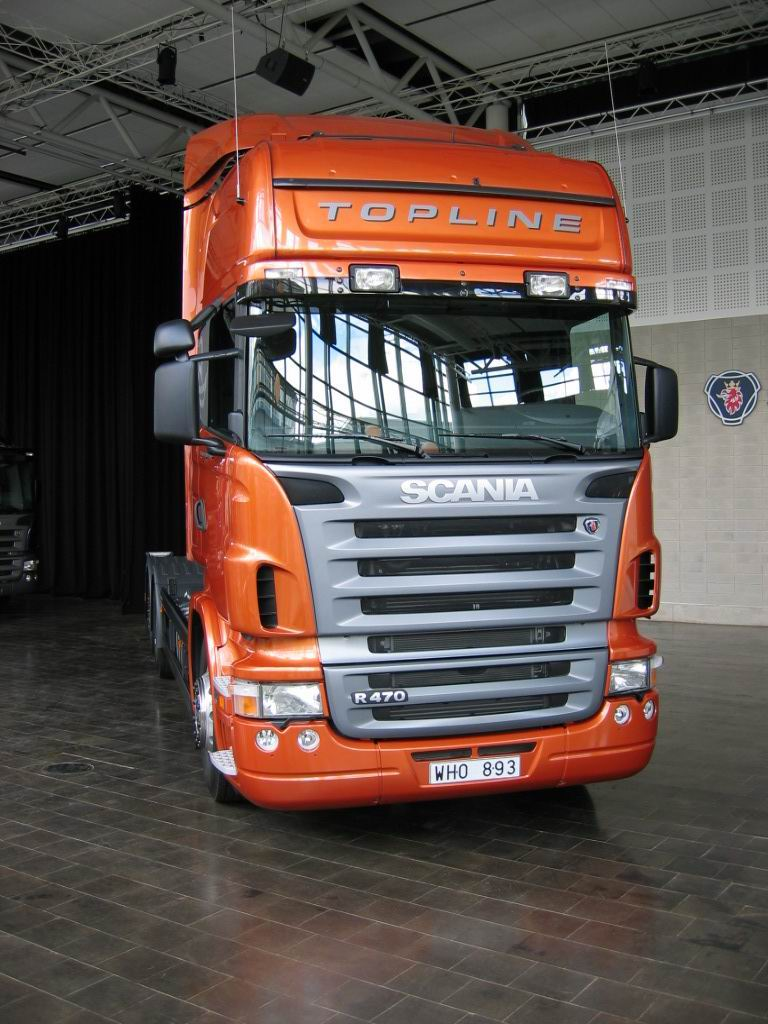
スカニア製トラック
（トレーラーヘッド）

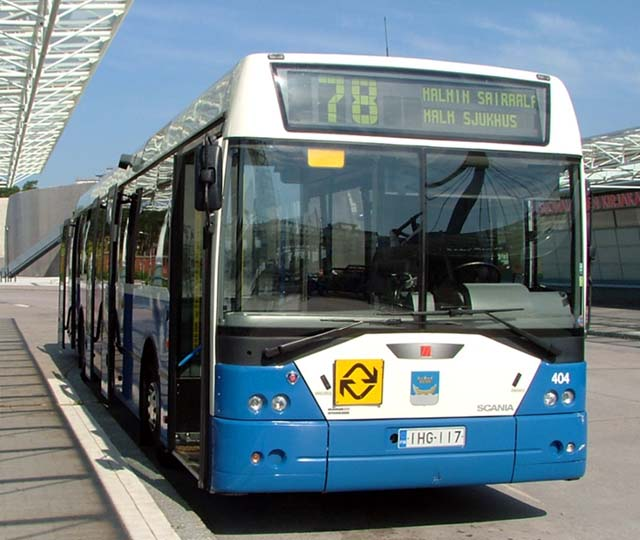
スカニア製バス

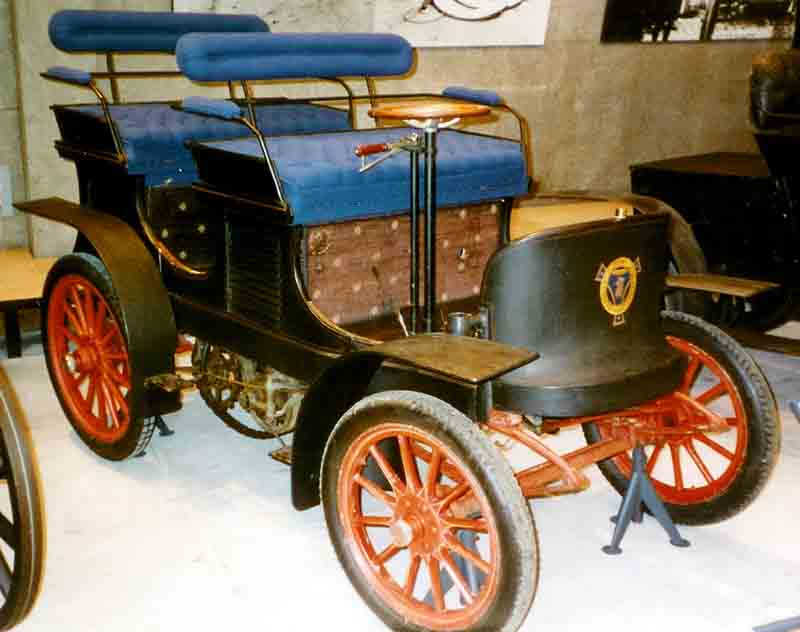
1901年製　スカニアA1

スカニア（Scania Aktiebolag, Scania AB, Scania）は、スウェーデンの重工業会社。トラック、バス、産業用ディーゼルエンジンを主力商品とする。フォルクスワーゲングループの一員で、現在は同グループの商用車部門を担うトレイトンの子会社。
大型トラックの分野では、ダイムラー、ボルボに次ぐ世界第3位の生産台数 を誇り、また生産車両の95%は輸出向け商品である点も大きな特徴である。
同社で使われている王冠をかぶったグリフィンのエンブレムは、創業地であるスウェーデン・マルメの紋章に由来する。現在の本社は、スウェーデンの北部セーデルテリエに所在する。

## 歴史
- 1900年：スウェーデン・マルメで、Maskinfabriks AB Scaniaという社名で創業した。
- 1902年：スカニア製トラックの第一号車を製作。
- 1911年：スカニアは、1891年に創業した乗用車・トラックメーカーのVABISと合併。スウェーデン初の国産バスを製造。
- 1921年：ストックホルム・エンスキルダ銀行が資本参加。
- 1927年：生産拠点をセーデルテリエに集約してマルメの工場を閉鎖。
- 1939年：乗用車の生産から撤退。
第二次世界大戦では、軍需工場として、自動車以外にM/41戦車も生産していた。
終戦後の1948年に、ドイツのフォルクスワーゲン製自動車のスウェーデン輸入代理店を務め、Svenska Volkswagen ABと言う名前で販売もしていた。2002年に代理店契約を終了、170万台以上を取り扱った。
- 1953年：アメリカのマック・トラックスとの合弁企業を通じて路線バス「スカニア・C50メトロポール」の生産を開始。
- 1957年：ブラジル・サンベルナルド・ド・カンポでの現地生産を開始。
- 1960年：スウェーデン軍にLA82を納入。
- 1963年：キャブオーバートラック「スカニア・LB76」の生産を開始。
- 1967年：セーデルマンランド県カトリーネホルムにバス製造工場を設置。リアエンジンバス「スカニア・CR76」の製造を開始。
- 1968年：西ドイツ（当時）に現地法人「スカニア・ドイチェラント」を設立。
1969年以降はサーブ(SAAB)と合併、Saab-Scania ABという企業体を形成していた。1995年にSAABと分離して現在の形となったが、現在でも企業ロゴの意匠の一部（青地に赤のグリフォン）に共通点が見られる。
- 1971年：低騒音路線バス「スカニア・CR111」を発売。ロンドン市交通局に1978年まで二階建てバス用シャーシ約160台を納入。
- 1972年：350 PSを発揮するV型8気筒・14 Lエンジン「DS14」を搭載したボンネットトラック「スカニア・LS140」を発売。
- 1976年：アルゼンチンに工場を設立。
- 1984年：ノルウェー軍の軍用トラック入札に参加し受注、1986年から1994年までの間に1,700台を納入。連節バス「スカニア・CN112 A」を販売。
- 1987年：セーデルテリエにテクニカルセンターを設置。
- 1991年：創立100周年を迎える。トラック「ストリームライン」を発表
- 1995年：「スカニア・4シリーズ（英語版）」を発表、翌1996年の欧州最優秀国際トラック賞に選定される。
- 1996年：路線バス「スカニア・オムニシティ（英語版）」を発表。
- 1999年：同じスウェーデンのトラックメーカーであるボルボによる買収話が持ち上がったが、これは北欧市場における寡占化を懸念したEUによって承認されなかった。また、販売提携を結んでいた日野自動車との資本提携案も持ち上がったことがあったが、実現には至らなかった。これは日野側の提携拒否であったとされている。
- 2000年：生産100万台を達成。
- 2002年：バス製造子会社「オムニ」を設立、カトリーネホルムのバス製造を移管。
- 2006年：4シリーズのマイナーチェンジを行い車型別にR.G.Pシリーズに改称。
- 2007年1月11日：フォルクスワーゲングループ傘下のMAN（ドイツ）が、フォルクスワーゲンに対して敵対的買収によりスカニアの経営権を取得し、スカニアとMANを合併させるよう提案をおこなっていたが、フォルクスワーゲンの取締役会で否決。フォルクスワーゲンからは両社が友好的に合併するよう働きかけていくと発表されていた。
- 2008年3月3日：フォルクスワーゲンがスカニアを子会社化すると発表[6]
- 2014年5月21日：フォルクスワーゲンがスカニアの株式のTOBに成功して98.19 %の株式を手中に収めたと発表した[7]
- 2016年：全車型のフルモデルチェンジを21年ぶりに行い、新たにフラットフロアを採用した最上級グレードとなるSシリーズを追加。
- 2017年：Sシリーズが「インターナショナル・トラック・オブ・ザ・イヤー」を受賞
- 2018年：フォルクスワーゲングループの商用車部門（フォルクスワーゲントラック&バス）を「トレイトン・グループ」に変更[8]、スカニアはトレイトンの子会社となる。
- 2019年：R450が3年連続となるグリーントラック賞（ドイツの比較燃料試験で、最も燃費の良い車に与えられる賞）[9]を受賞

## 日本におけるスカニア
日本では、2002年に日野自動車と業務提携を結び、トラクターユニット（トレーラーヘッド）を共同開発（スカニア製トラクターを日野が日本市場向けに仕様変更）し「日野スカニア」として販売していた。これに加えて、2007年4月からは、韓国でスカニアの販売網を通じて、日野の中型トラックを日野ブランドで販売開始。両社はアジア、南米市場でも相互の販売網を活用すると発表していた。2011年7月に提携は解消され、日野による日本国内でのスカニア車の販売は終了した。なお、2018年には日野とスカニアの親会社であるトレイトンとの間で戦略的提携を結んでいる。
2009年に、スカニアは日本法人「スカニアジャパン株式会社」を設立し、同社による輸入・販売を開始。アフターサービスは、スカニアジャパンの直営サービス拠点2箇所（千葉県富里市、大阪市住之江区）と協力会社を合わせた全国約30箇所のサービス拠点を有する。
トラックのラインナップは、日本での販売当初はトラクターが中心であったが、2015年にGVW25tクラスのリジッドトラック（単体型のトラックシャーシ）の販売を開始した。2017年（平成29年）の東京オートサロンでは、フォルクスワーゲンブースでスカニアR450トップラインが展示された。また、同年の東京モーターショーに初出展し、2016年にヨーロッパで発表された新型RシリーズとGシリーズのアジア初披露の場となった。
2018年4月より日本での販売が始まった、現行ラインナップ（ネクストジェネレーションスカニア）では平成28年排出ガス規制をクリアしたモデルが導入されており、パワーユニットには12,742 cc 直列6気筒エンジン DC13型が中心で、リジッドトラックには 9,291 cc 直列5気筒エンジン DC09型を、トラクターには 16,353 cc V型8気筒エンジン DC16型をラインナップに揃える。2018年9月のリジッドトラック発売に合わせ、6x2の完成ウィングトラックの販売も開始しており、ウィングボディの艤装は日本トレクスが行う。
特筆すべきモデルとしては、2016年に宇部興産が宇部伊佐専用道路用に18m以上のロードトレイン向けトラクターを導入しており、DC16型エンジンを搭載したR580をベースにホイールベースを延長した専用モデルが投入された。また、2019年には名古屋市消防局に当社Pシリーズ CrewCab のシャーシにマギルスが艤装したはしご車を納入、名古屋市中川消防署に配備されている。
バスは、過去に大阪府の貸切バス事業者ZIPANG-JJ（現ZIPANG.S.S）が導入を試みるも、諸般の事情で頓挫した。その後、新潟市のバス・ラピッド・トランジット (BRT) 構想で導入される連節バスに、DC09型エンジンを搭載したスカニア製シャーシにオーストラリアのバス車体メーカー・ボルグレン製「オプティマス」のボディを艤装したモデルが導入され、2015年9月5日より新潟交通「萬代橋ライン」として運行を開始した。ほぼ同型の車両が、2016年8月8日より福岡市で西鉄バス「Fukuoka BRT」として、2018年3月には京都府精華町で奈良交通「イエローライナー華連」として それぞれ運行を開始している。
日本向けバスとして特筆されるのは、2階建てバス「アストロメガ」の導入である。2014年にはとバスとベルギーのバスボディメーカー・バンホールによる日本向け2階建てバスの製造プロジェクトにシャーシ・エンジンメーカーとして参画。欧州向けに販売しているTDX25を日本向けにサイズダウンした、DC13型エンジン搭載のTDX24の納入を2016年から開始した。日本製の2階建てバスであった三菱ふそう・エアロキングが2010年に製造を終了して以降、日本で販売される唯一の2階建てバスとなっており、観光バスとしてはとバス・東京ヤサカ観光バス等に、高速路線バスとして京成バス・ジャムジャムエクスプレス・ジェイアールバス関東・西日本ジェイアールバス・関東鉄道・岩手県北自動車をはじめとする各社に納入されている。またはとバスでは2021年に北アイルランドのライトバス・エクリプスジェミニ3のオープントップバスをスカニア製シャーシで導入している。
東京都交通局（都営バス）は、車内の通路後方にある段差を解消したボルグレン/スカニア製のフルフラットバスを日本で初めて導入し、2018年12月25日から営業運行を開始した。定員は74人、座席は24である。当初の導入路線は都02系統。2019年5月現在では29両が小滝橋、杉並、巣鴨、南千住の4営業所へ配置され、C・H01系統、上69系統、草63系統、渋66系統などに充当されている。
なお、スカニアは、元々バスに関してはシャーシ・エンジンだけではなくボディも一貫生産しているが、日本向けにはバンホールまたはボルグレンによるボディを艤装したモデルのみを導入している。

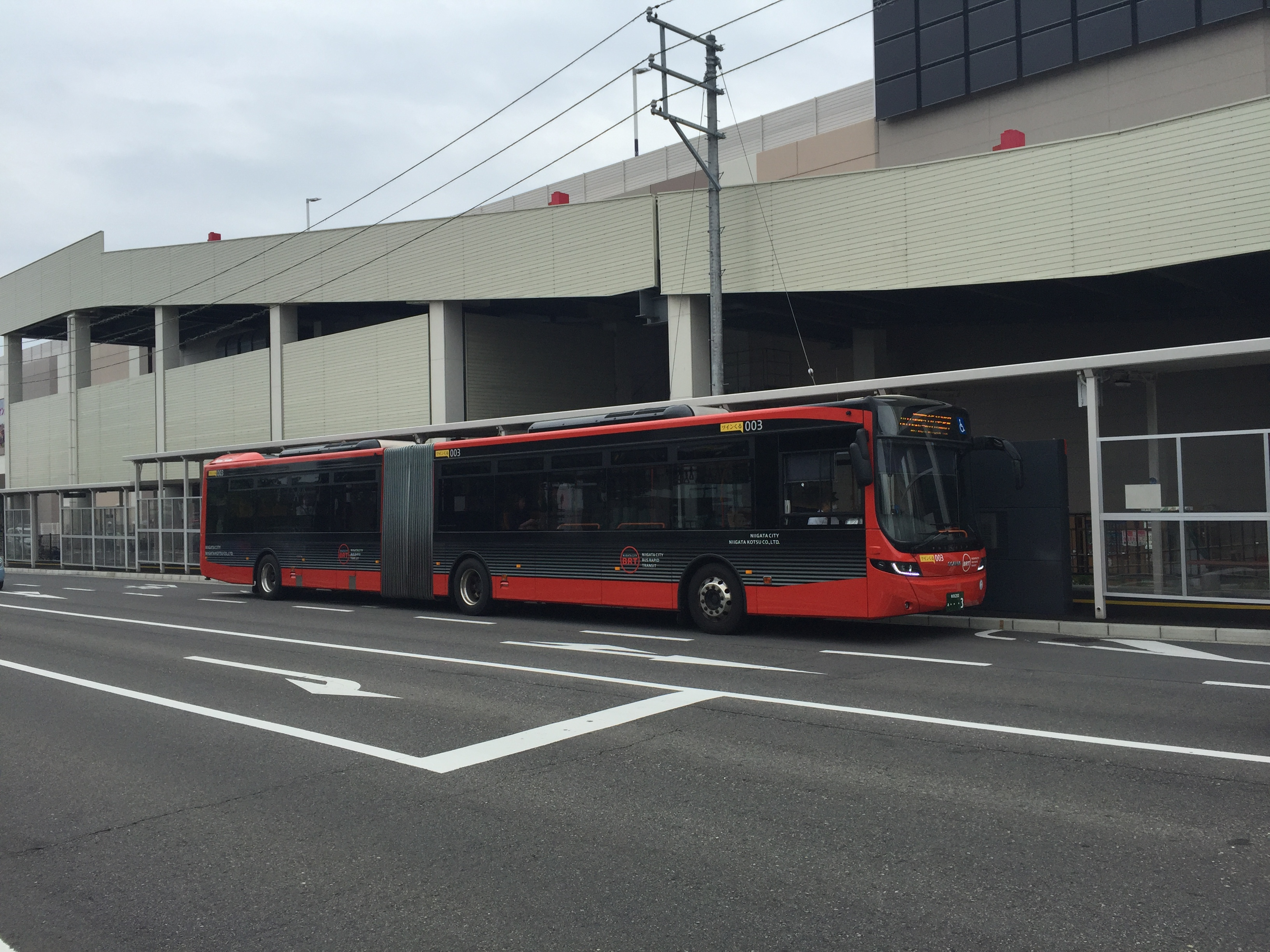
ボルグレン 連節バス（新潟交通「萬代橋ライン」）
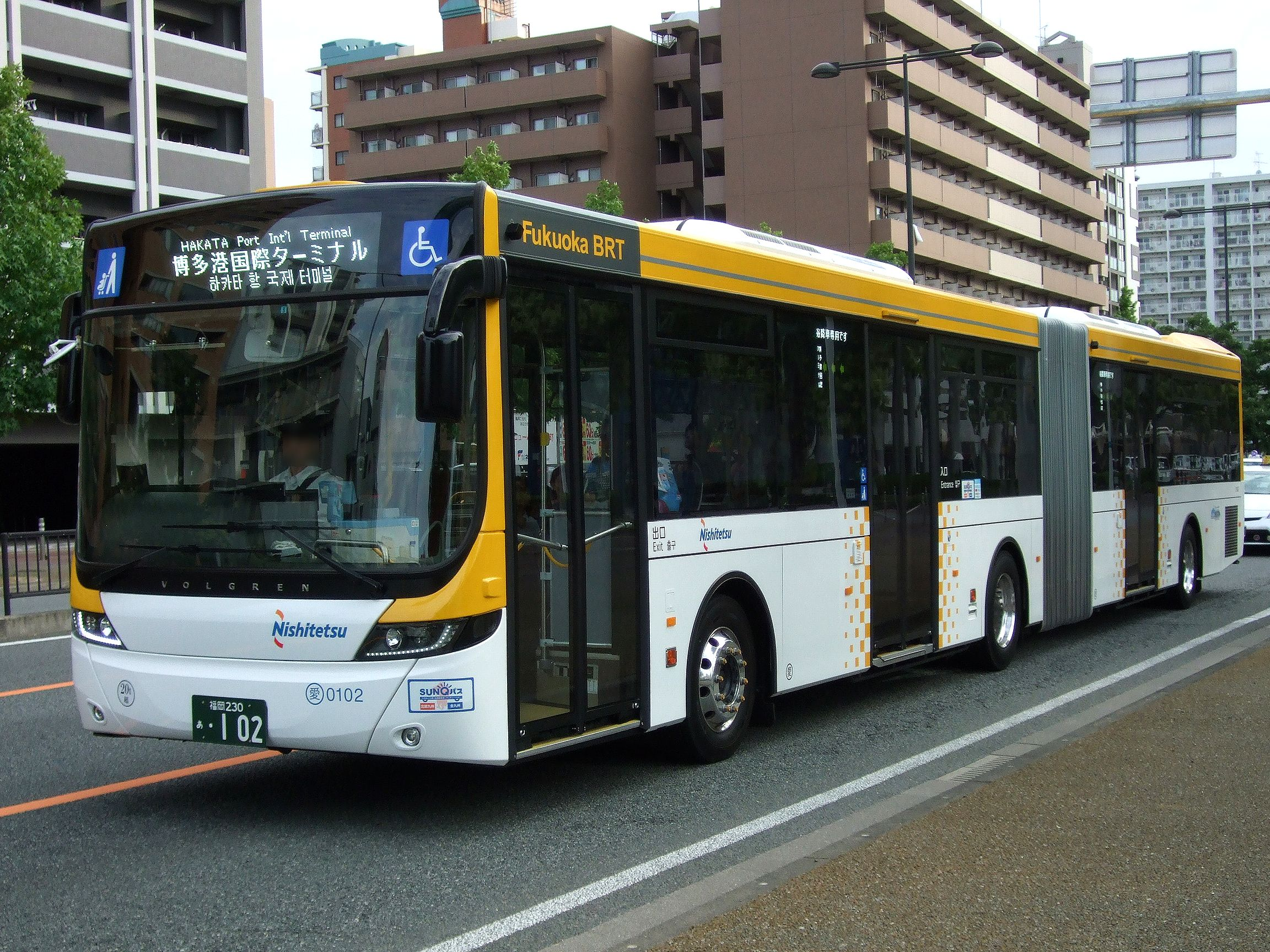
ボルグレン 連節バス（西日本鉄道「Fukuoka BRT」）
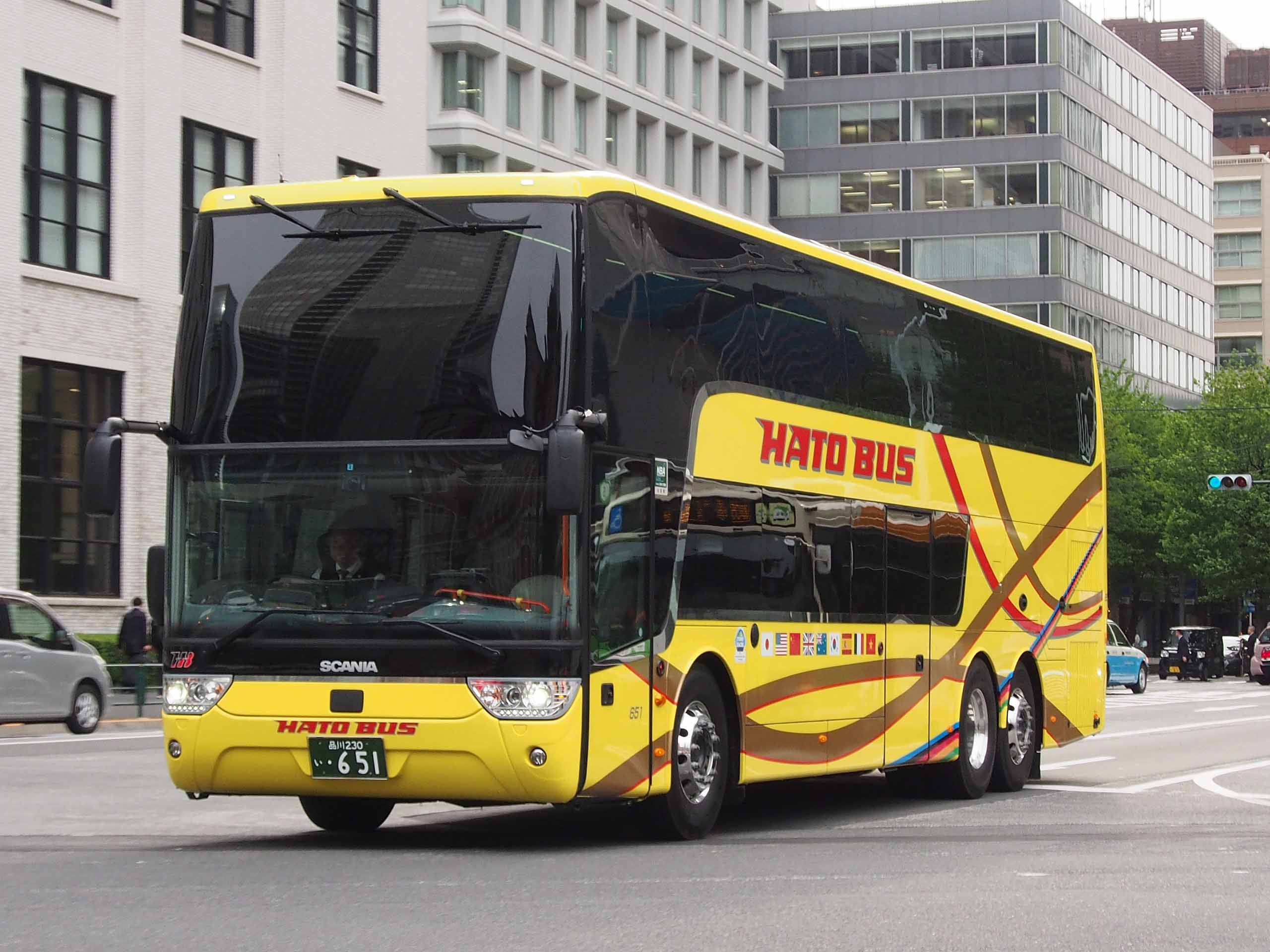
バンホール・アストロメガ（はとバス）
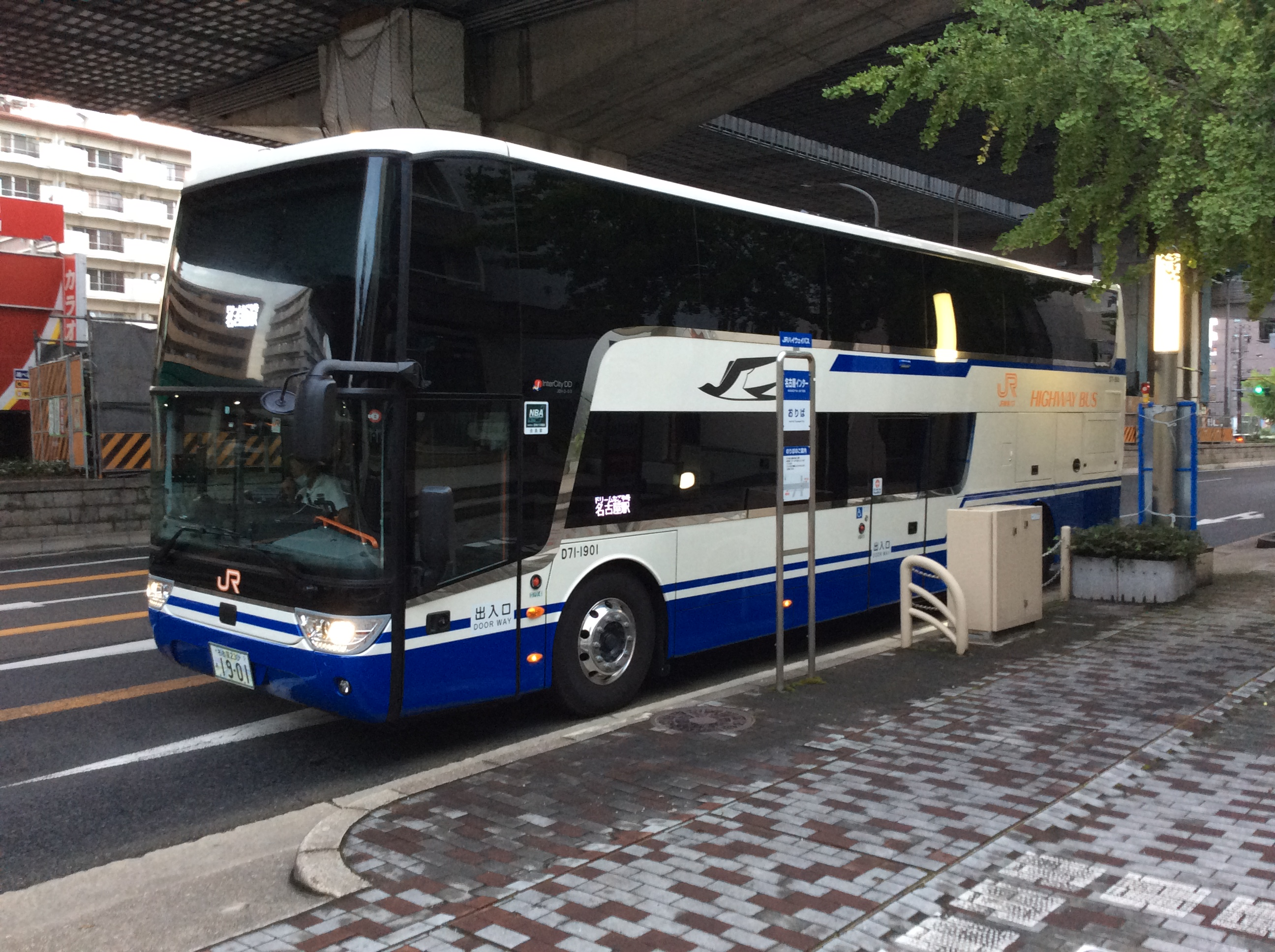
バンホール・アストロメガ（J-InterCityDD） （ジェイアール東海バス）
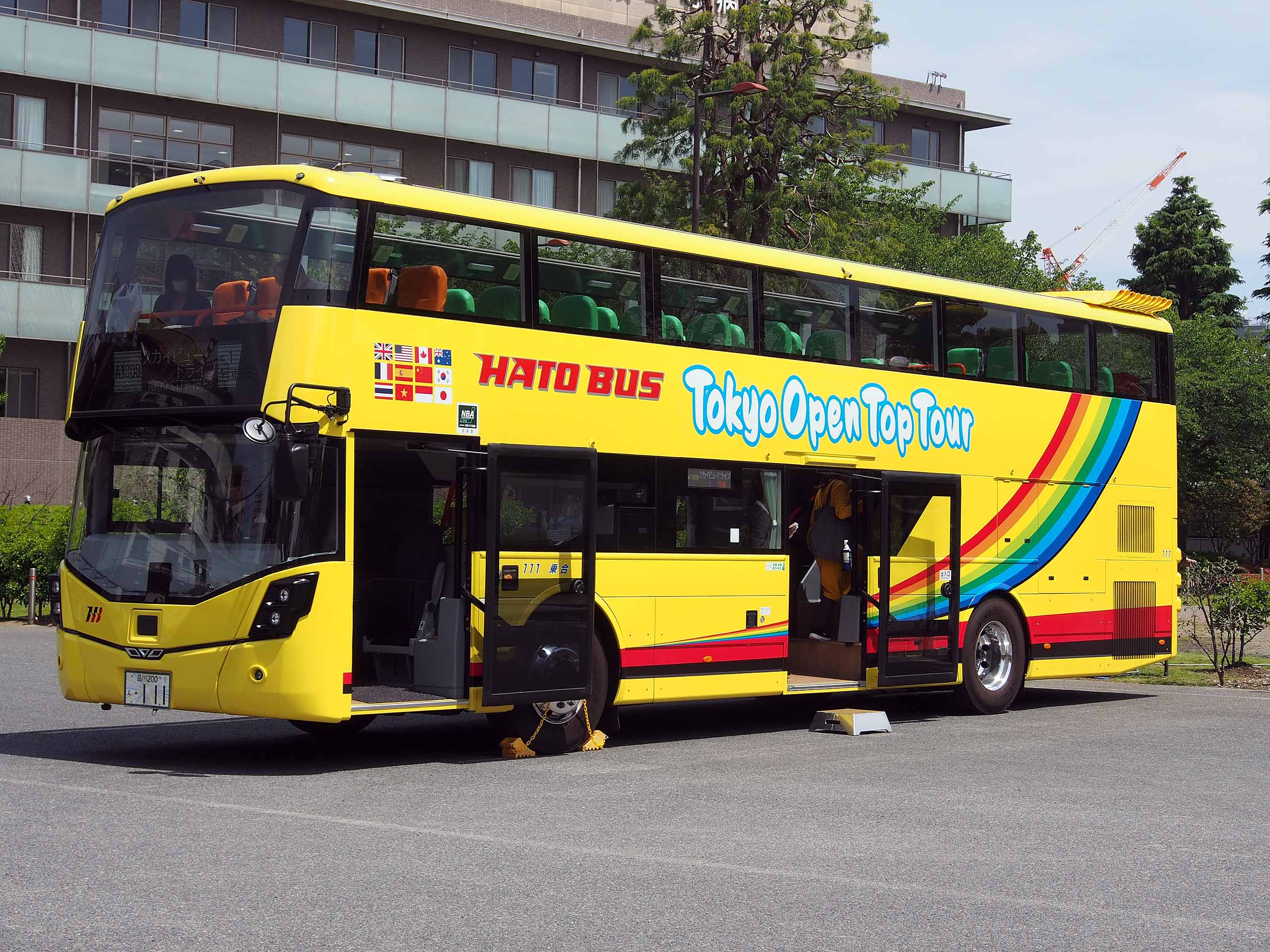
ライトバス・エクリプスジェミニ3オープントップバス（はとバス）
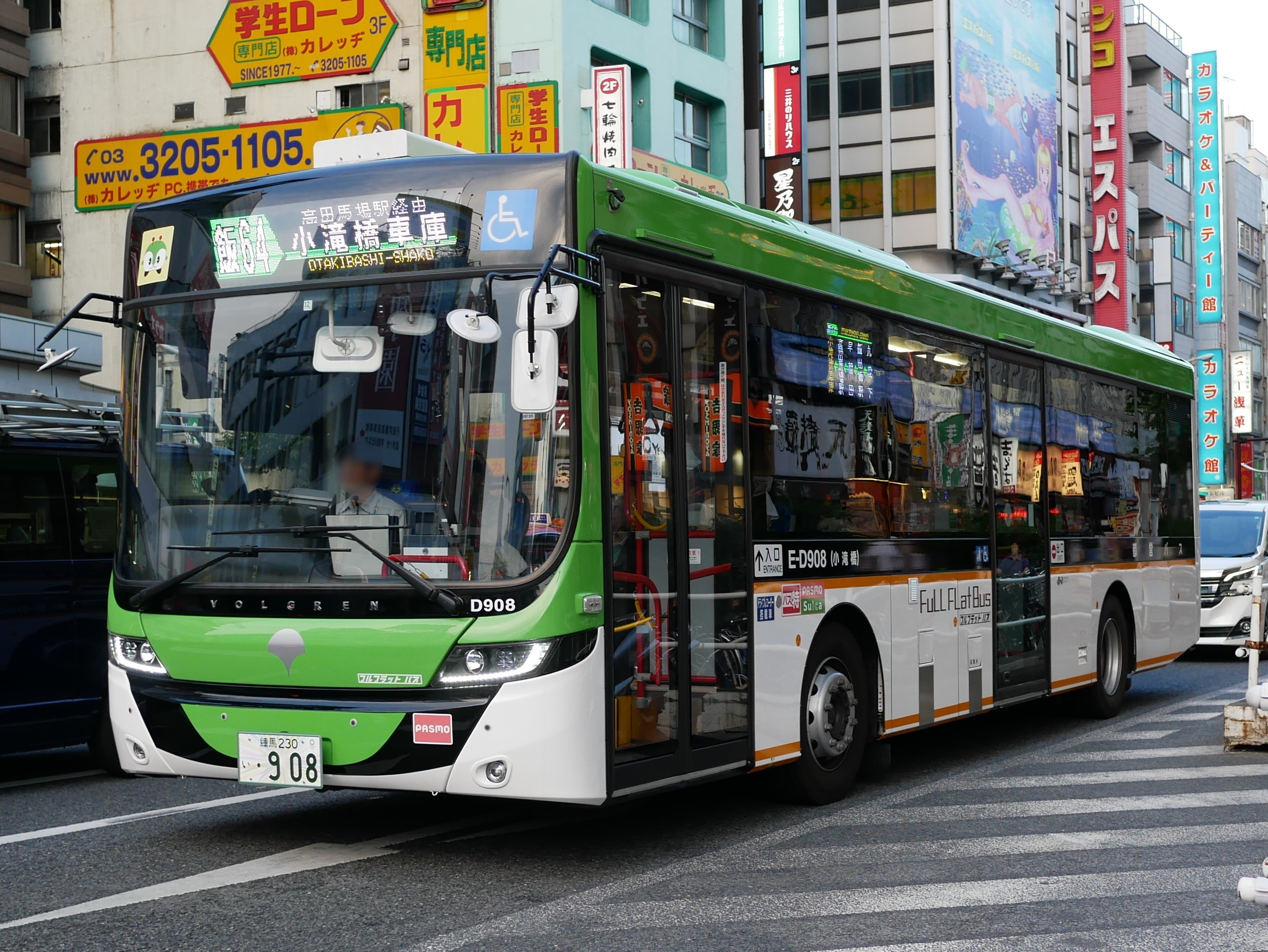
ボルグレン フルフラットバス（都営バス）
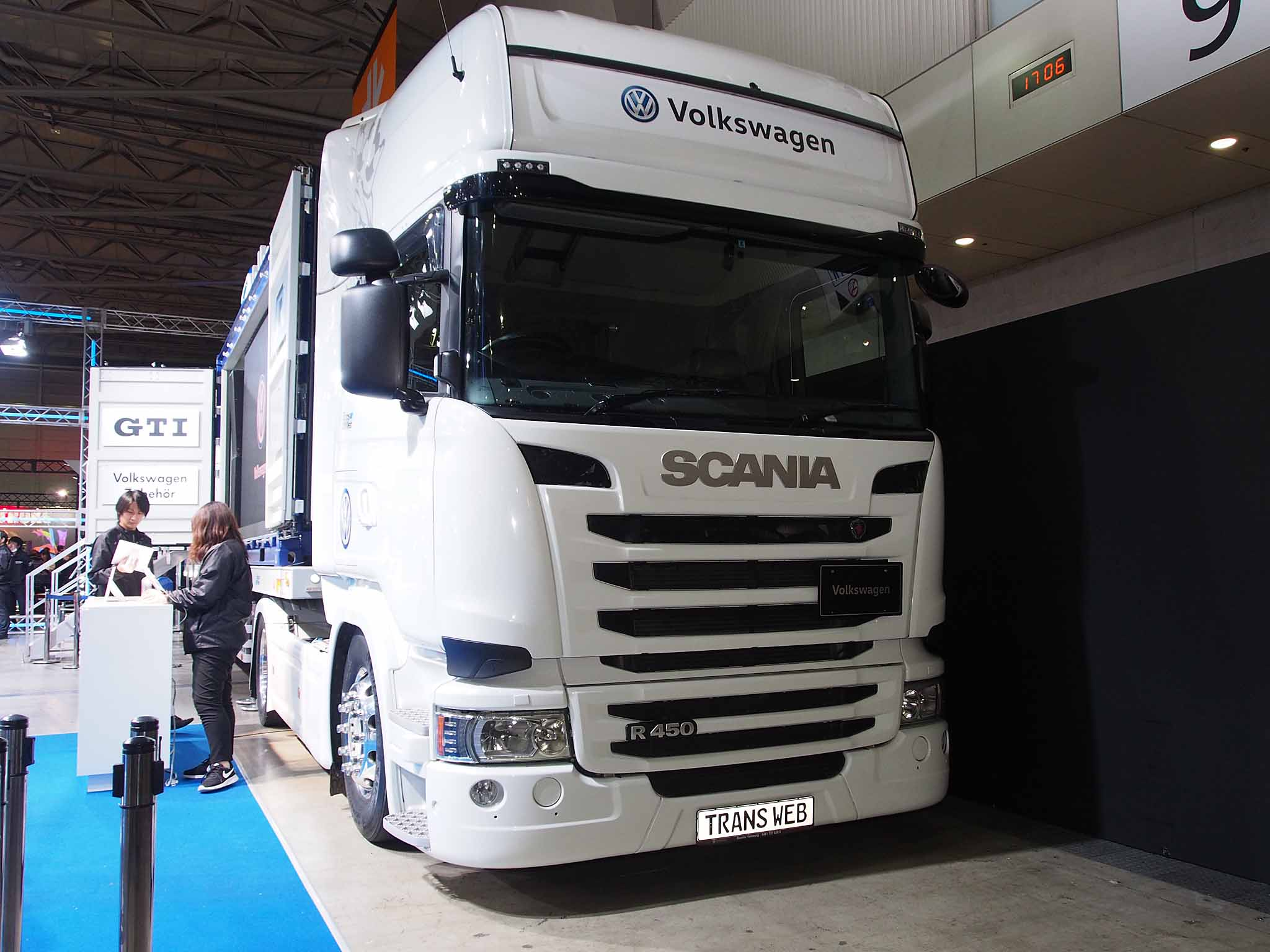
トランスウェブ R450トップライン 東京オートサロン2017展示車
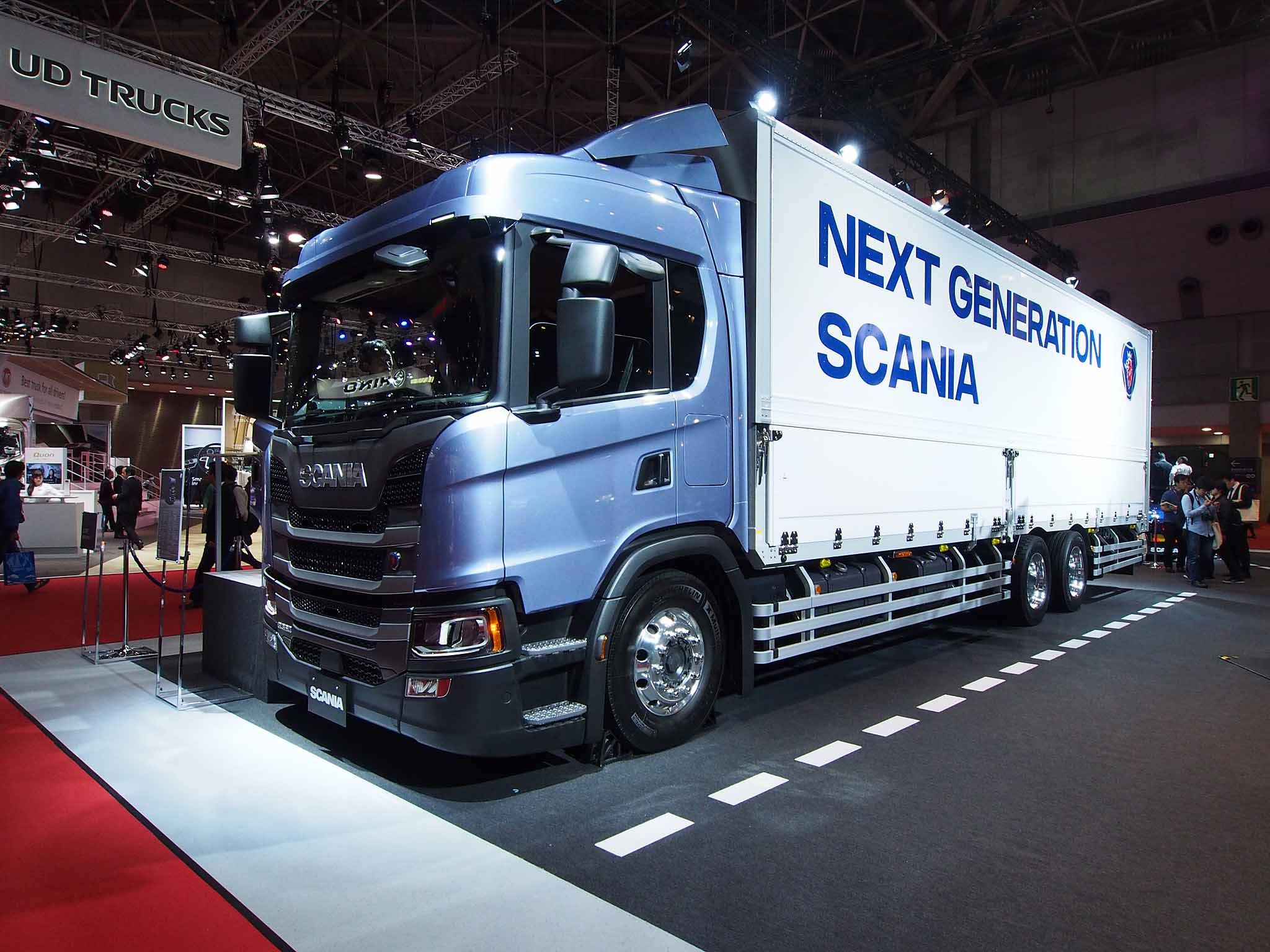
G360 東京モーターショー2017展示車

## 車種一覧

### トラック
- スカニア・Pシリーズ（英語版） - ショートキャブ
- スカニア・Gシリーズ（英語版） - ミドルキャブ
- スカニア・Rシリーズ（英語版）- ロングキャブ（トラクターヘッド）
- スカニア・Sシリーズ（英語版） - ハイキャブ（トラクターヘッド）

### バス
- スカニア・Fシリーズ（英語版）
- スカニア・Kシリーズ（英語版）
- スカニア・Nシリーズ（英語版）
- スカニア・オムニリンク（英語版）
- スカニア・オムニシティ（英語版）
- スカニア・オムニエクスプレス
- スカニア・シティワイド（英語版）
- スカニア・ツーリング - 中国の海格客車との共同開発で車体は中国製